# Juan Ducas (megaduque)
Juan Ducas (en griego : Ἰωάννης Δούκας), nacido hacia el 1064 y fallecido antes del 1137, fue miembro de la familia Ducas y pariente del emperador Alejo I Comneno, un gran jefe militar del reinado de este soberano. Como gobernador de Dirraquio, defendió los territorios imperiales en el oeste de los Balcanes de los serbios. Nombrado megaduque, persiguió a las flotas turcas del emir Tzacas en el mar Egeo. Aplastó las rebeliones en Creta y Chipre y recuperó el control de la mayor parte de la costa occidental de Anatolia.

## Juventud y primeros años
Juan Ducas nació alrededor del año 1064. Era el segundo hijo del doméstico de las escolas —jefe del ejército—, Andrónico Ducas, hijo del césar Juan Ducas. Su madre fue María de Bulgaria, la abuela del zar de los búlgaros Iván Vladislav. Por consiguiente, era cuñado de Alejo I Comneno, que estaba casado con su hermana Irene Ducaina. Durante la rebelión del mercenario normando Roussel de Bailleul, Juan y su hermano mayor Miguel se hallaban en Bitinia, en las tierras de su abuelo. De Bailleul le exigió al césar Juan Ducas la entrega de sus dos hijos como rehenes a cambio de la liberación de Andrónico Ducas. El césar aceptó, pero Miguel logró escapar del cautiverio. Juan, por el contrario, siguió preso hasta la derrota de De Bailleul frente a los turcos de Artuk, que se produjo el mismo año.
Después de la muerte de su padre en el 1077, Juan permaneció junto a su abuelo en Tracia; este se encargó de su educación. Allí se enteró de la rebelión de Alejo Comneno contra Nicéforo III Botaniates en el 1081. Decidió junto a su abuelo unirse a las fuerzas de Alejo en Schiza, donde este último fue luego proclamado emperador.

## Gobernador de Dirraquio

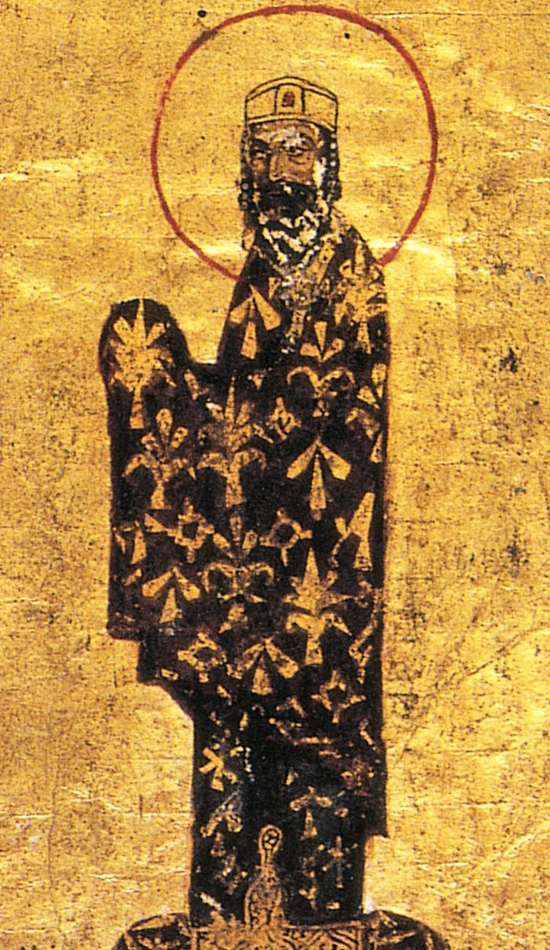
Miniatura de Alejo I Comneno, cuñado de Ducas y emperador durante el desarrollo de su carrera militar.

En 1085, Alejo recuperó la ciudad de Dirraquio de poder de los normandos. Esta ciudad, de gran importancia estratégica, se la confió a Juan Ducas, a quien nombró gobernador militar de la provincia correspondiente. Permaneció en el puesto hasta el 1092, cuando lo reemplazó Juan Comneno, hijo del sebastocrátor Isaac Comneno, hermano del emperador. Parece que el balance de su mandato de gobernador fue en general positivo. Rechazó las incursiones de los serbios de Doclea y de Rascia. Según Ana Comneno, llegó incluso a capturar a Constantino Bodin (1081-1101), rey de Doclea, antes de devolverle el poder, ya como aliado del imperio. De hecho,  Ducas consiguió restaurar el orden en las regiones de Albania y de Dalmacia, que habían sufrido intensamente por la guerra con los normandos. La correspondencia del obispo Teofilacto de Bulgaria atestigua el éxito de Ducas; el obispo expresa su nostalgia tras su marcha y solicita su vuelta.

## Nombramiento como megaduque y campaña contra los turcos
Después de llamársele a Constantinopla en el 1092, se le otorgó el cargo de megaduque, comandante en jefe de la Armada bizantina. Aunque sea el primero del que se tiene conocimiento, hay fuentes que atestiguan la existencia del puesto a finales del año 1085, aunque se desconoce el nombre de este megaduque anterior. Como tal, a Ducas se le encargó la misión de eliminar la amenaza naval que suponía el emir Tzacas de Esmirna, un antiguo vasallo bizantino que había construido su propia flota, se había apoderado de algunas islas del mar Egeo y había saqueado otras. Tzacas había acabado por proclamarse emperador bizantino. Después de haber participado en el sínodo que condenó a León de Calcedonia, Ducas partió a recuperar la isla de Mitilene. Sus tropas de tierra recorrieron la costa anatolia en paralelo a la flota. Esta ya había reconquistado la isla de Quíos al mando de Constantino Dalaseno, que acudió luego a unirse de Ducas. Ambas fuerzas bizantinas sitiaron entonces Mitilene durante tres meses, hasta que Tzacas se ofreció a ceder la isla a cambio de un salvoconducto para regresar a Esmirna. Ducas aceptó, pero cuando los turcos se hicieron a la mar, Dalaseno, que acababa de llegar con sus naves, los atacó. Tzacas logró escapar, pero los bizantinos capturaron o hundieron la mayor parte de su flota. Tras esta victoria, Ducas reforzó las defensas de Mitilene y condujo luego a la flota a emprender la reconquista de las islas que dominaba Tzacas. Al terminar esta campaña, retornó a Constantinopla a principios del verano de 1092.
Después de su regreso a Constantinopla, recibió la misión (a finales de 1092 o comienzos de 1093) de poner fin a las revueltas de Carices en Creta y de Rapsomates en Chipre con la ayuda de Manuel Butumites. Aplastó la rebelión de Carices fácilmente. Efectivamente, la noticia de la llegada de la flota imperial precipitó una especie de golpe de Estado que derrocó a Carices. En Chipre, Ducas acabó con la resistencia de Rapsomates, a quien capturó poco tiempo después. Eumatio Filocales tomó posesión como nuevo gobernador de la isla y la flota imperial volvió a Constantinopla.
Después de la recuperación de Nicea en 1097 por los bizantinos y los cruzados, Alejo nombró a Ducas jefe del ejército bizantino en Anatolia. Le encargó reconquistar el litoral del mar Egeo aún en manos de los turcos. Ducas confirió el mando de la flota a Caspace y marchó contra Esmirna. Para evitar conflictos y facilitar las negociaciones,  obtuvo la guardia de la mujer de Kilij Arslan, hija de Tzacas, que había sido capturada en Nicea. Después de un corto asedio, Tzacas aceptó rendir la ciudad a cambio obtener garantías de seguridad para sí y para los habitantes de esta. El megaduque aceptó sin inconveniente, tomó posesión de la ciudad y nombró gobernador de ella a Caspace. Sin embargo, antes de que pudiese tomar el cargo, Caspace fue asesinado por un musulmán, lo que desató la cólera de los marineros de la flota, que pasaron por las armas a los habitantes de la ciudad. Ducas no pudo detener la carnicería y no logró restaurar el orden hasta que esta terminó. Dejó entonces al veterano general Hialeas como duque de la ciudad. De Esmirna, Ducas marchó a Éfeso, al sur. Allí, derrotó a la guarnición turca en una larga batalla e hizo dos mil prisioneros, que asentó en las islas del mar Egeo. Después de nombrar a Petzeas duque de Éfeso, Ducas continuó su marcha hacia el interior de la península. Tomó las ciudades de Sardes y de Filadelfia, que entregó a Miguel Cecaumeno. Ducas alcanzó luego la ciudad de Laodicea, que le abrió las puertas. De allí se dirigió hacia las fortalezas de Coma y Lampe. De estas quedó gobernador Eustatio Camitzes y Ducas continuó hacia Poliboto, donde se habían refugiado numerosos turcos que habían sobrevivido a la toma de Éfeso. El ejército de Ducas los atacó por sorpresa, los derrotó y obtuvo un rico botín.

## Muerte
Juan Ducas desaparece de la Alexiada después de su campaña del 1097. Sin embargo, los documentos monásticos indican que se retiró a un monasterio y adoptó el nombre de Antonio. Se desconoce la fecha de su muerte, pero en un typikon fechado entre el 1110 y el 1116, se indica que por entonces aún vivía, mientras que otro del 1136 señala explícitamente que había muerto.